# Zygothrica mesopoeyi
Zygothrica mesopoeyi är en tvåvingeart som beskrevs av Burla 1956. Zygothrica mesopoeyi ingår i släktet Zygothrica och familjen daggflugor. Inga underarter finns listade i Catalogue of Life.